# Pete Ricketts
John Peter Ricketts (* 19. srpna 1964, Nebraska City, Nebraska) je americký podnikatel a politik, od ledna 2023 senátor Spojených států za stát Nebraska. V letech 2015–2023 vykonával funkci guvernéra Nebrasky. Je členem Republikánské strany.
Je synem Joea Rickettse, zakladatele TD Ameritrade. S dalšími členy rodiny částečně vlastní baseballový klub Chicago Cubs v MLB. V roce 2006 kandidoval do amerického Senátu proti úřadujícímu Benu Nelsonovi a prohrál 64 % ku 36 %. V roce 2014 kandidoval na guvernéra Nebrasky, těsně vyhrál šestičlenné republikánské primárky a následně porazil kandidáta Demokratické strany Chucka Hassebrooka 57,1 % ku 39,2 %. V roce 2018 byl znovu zvolen a vyhrál podobným rozdílem jako v roce 2014. Protože guvernér Nebrasky nemůže být zvolen více než dvakrát za sebou, ve volbách v roce 2022 kandidovat nemohl a v pozici jej v lednu 2023 nahradil republikán Jim Pillen. Ricketts v prosinci 2022 uvedl, že má zájem o nebraské senátorské křeslo, uvolněné rezignací Bena Sasseho, jehož nástupce do proběhnutí mimořádných voleb v roce 2024 vybírá guvernér. Senátorem byl jmenován 12. ledna 2023.